# Пламя (фильм, 1958)
«Пламя» (более точный перевод Пожар, Сожжение) — кинофильм режиссёра Кона Итикавы. Экранизация романа Юкио Мисимы «Золотой храм».

## Сюжет
Молодой буддийский послушник Гоити Мидзогути, сын провинциального священника, отправляется в Киото в храм Сюкаку для дальнейшего обучения. Его мучают мысли о неверности матери и об откровении, снизошедшем на его отца, который вскоре после этого внезапно заболел и умер. Застенчивый, заикающийся, Гоити приезжает в храм, преследуемый словами отца о том, что «Золотой павильон храма Сюкаку — самая красивая в мире вещь». Внезапно приехавшая мать давит на него, поощряя на дальнейшую учёбу и стремление стать настоятелем. Также Гоити постепенно открывается жадность настоятеля Досэна и его связь с местной гейшей. Постепенно дойдя до отчаяния, Гоити поджигает Золотой павильон. По дороге в тюрьму он совершает самоубийство, спрыгнув с поезда.

## В ролях
- Райдзо Итикава — Гоити Мидзогути
- Тацуя Накадай — Токари
- Гандзиро Накамура — настоятель Досэн Таяма
- Ёити Фунаки — Цурукава
- Дзюн Хамамура — отец Гоити
- Таниэ Китабаяси — Аки, мать Гоити

## Автор о фильме
Юкио Мисима: «Мой роман — это глубокое исследование мотивов преступления. Но это также произведение, проникнутое поэзией и отражающее неизменное присутствие буддийской традиции в Японии».

## Критика
Дональд Ричи пишет об экранизации романа Кона Итикавы: «Использование архитектуры особенно впечатляет — это, кстати, тема фильма. Действие уравновешивается архитектурными деталями, которые, сцена за сценой, помогают воссоздать сам храм».